# Розграбування Барселони (985)
Розграбування Барселони 985 року — військова кампанія військ Кордовського халіфату під проводом Альмансора проти Барселонського графства, що призвела до захоплення та руйнування міста Барселона. Ця подія стала важливою віхою в історії Каталонії та Піренейського півострова, демонструючи політичну та військову напруженість між християнськими та мусульманськими державами в регіоні.

## Рейд
У травні 985 року кордовський воєначальник Альмансор зі своєю армією покинув Кордову та вирушив у напрямку графства Барселона. Армію супроводжував флот, що вирушив з Картахени. Альмансор вступив на землі графства. Граф Боррель II дізнався про майбутній набіг і вирішив протистояти мусульманам. Наприкінці червня обидві армії зустрілися під Монкадою, де кордовська армія успішно розгромила каталонців та вбила 500 їхніх воїнів. Боррель втік з поля бою та попрямував до Барселони.1 липня Альмансор прибув до міста та обложив його з суші та моря. Альманзор почав бомбардувати його катапультами. Каталонські захисники хоробро чинили опір, але більшість гарнізону була недосвідченою, оскільки більша частина армії загинула в битві при Монкаді. Вночі Боррель втік з міста морем.
6 липня Місто впало, і кордовці почали його грабувати. Весь гарнізон був убитий, а мешканців або стратили, або поневолили. В одному з джерел повідомляється, що було взято 70 000 рабів, але це число є перебільшенням. Альмансор не намагався утримати місто, оскільки його метою було послабити християнську владу на сході Іберії.